# Sākh Selū
Sākh Selū (persiska: ساخ سلو, Sākhaslū) är en ort i Iran.   Den ligger i provinsen Östazarbaijan, i den nordvästra delen av landet, 500 km nordväst om huvudstaden Teheran. Sākh Selū ligger 1 512 meter över havet och antalet invånare är 128.
Terrängen runt Sākh Selū är platt österut, men västerut är den kuperad. Sākh Selū ligger nere i en dal som går i öst-västlig riktning.Runt Sākh Selū är det ganska glesbefolkat, med 43 invånare per kvadratkilometer. Närmaste större samhälle är Bakhshāyesh, 17,1 km öster om Sākh Selū. Trakten runt Sākh Selū består i huvudsak av gräsmarker.